# Milano–San Remo 2021
Cursa Milano-San Remo 2021 a fost ediția a 112-a a cursei clasice de ciclism Milano-San Remo, cursă de o zi. S-a desfășurat pe data de 20 martie 2021 și a făcut parte din calendarul UCI World Tour 2021.

## Echipe participante
Întrucât Milano-San Remo este un eveniment din cadrul Circuitului mondial UCI 2021, toate cele 19 echipe UCI au fost invitate automat și obligate să aibă o echipă în cursă. Șase echipe profesioniste continentale au primit wildcard.

### Echipe UCI World
| - AG2R Citroën Team - Astana-Premier Tech - Bora–Hansgrohe - Cofidis - Deceuninck–Quick-Step - EF Education-Nippo - Groupama–FDJ - Ineos Grenadiers - Intermarché-Wanty-Gobert Matériaux - Israel Start-Up Nation | - Lotto Soudal - Movistar Team - Team Bahrain Victorious - Team BikeExchange - Team DSM - Team Jumbo–Visma - Team Qhubeka Assos - Trek-Segafredo - UAE Team Emirates |  |

### Echipe continentale profesioniste UCI
| - Alpecin-Fenix - Androni Giocattoli–Sidermec - Arkéa-Samsic | - Bardiani-CSF-Faizanè - Team Novo Nordisk - Total Direct Énergie |  |

## Rezultate
| Loc | Concurent            | Echipă                  | Timp       |
| --- | -------------------- | ----------------------- | ---------- |
| 1   | Jasper Stuyven       | Trek-Segafredo          | 6h 36' 06" |
| 2   | Caleb Ewan           | Lotto Soudal            | +0"        |
| 3   | Wout van Aert        | Team Jumbo-Visma        | +0"        |
| 4   | Peter Sagan          | Bora-Hansgrohe          | +0"        |
| 5   | Mathieu van der Poel | Alpecin-Fenix           | +0"        |
| 6   | Michael Matthews     | Team BikeExchange       | +0"        |
| 7   | Alex Aranburu        | Astana-Premier Tech     | +0"        |
| 8   | Sonny Colbrelli      | Team Bahrain Victorious | +0"        |
| 9   | Søren Kragh Andersen | Team DSM                | +04"       |
| 10  | Anthony Turgis       | Total Direct Énergie    | +0"        |

## Legături externe
- Site web oficial